# Kathedraal van Bristol
De kathedraal van Bristol (Bristol Cathedral), formeel de kathedraal van de Heilige en Ongedeelde Drie-eenheid (Engels: Cathedral Church of the Holy and Undivided Trinity), is een anglicaanse kathedraal in Bristol, Engeland. Het is de kathedraal van het bisdom Bristol. De kathedraal is een grade I listed building. In Bristol staat ook een rooms-katholieke kathedraal, waarmee de Bristol Cathedral niet verward moet worden: de kathedraal van Clifton. 

## Geschiedenis
De geschiedenis van de kathedraal begint in 1140. In dat jaar werd de abdij van Sint-Augustinus gesticht. De kerk van de abdij werd gebouwd in romaanse stijl. In 1220 werd een kapel gebouwd aan de noordzijde. Dit gebouw bestaat nog steeds. Tussen 1298 en 1332 was er een grondige verbouwing aan de oostzijde van de kerk, in gotische stijl. Halverwege de 15e eeuw volgde er nog een verbouwing. In 1542 kreeg de kerk de status van kathedraal. Tussen 1868 en 1877 werd de kathedraal uitgebreid, ditmaal in neogotische stijl.

## Orgel

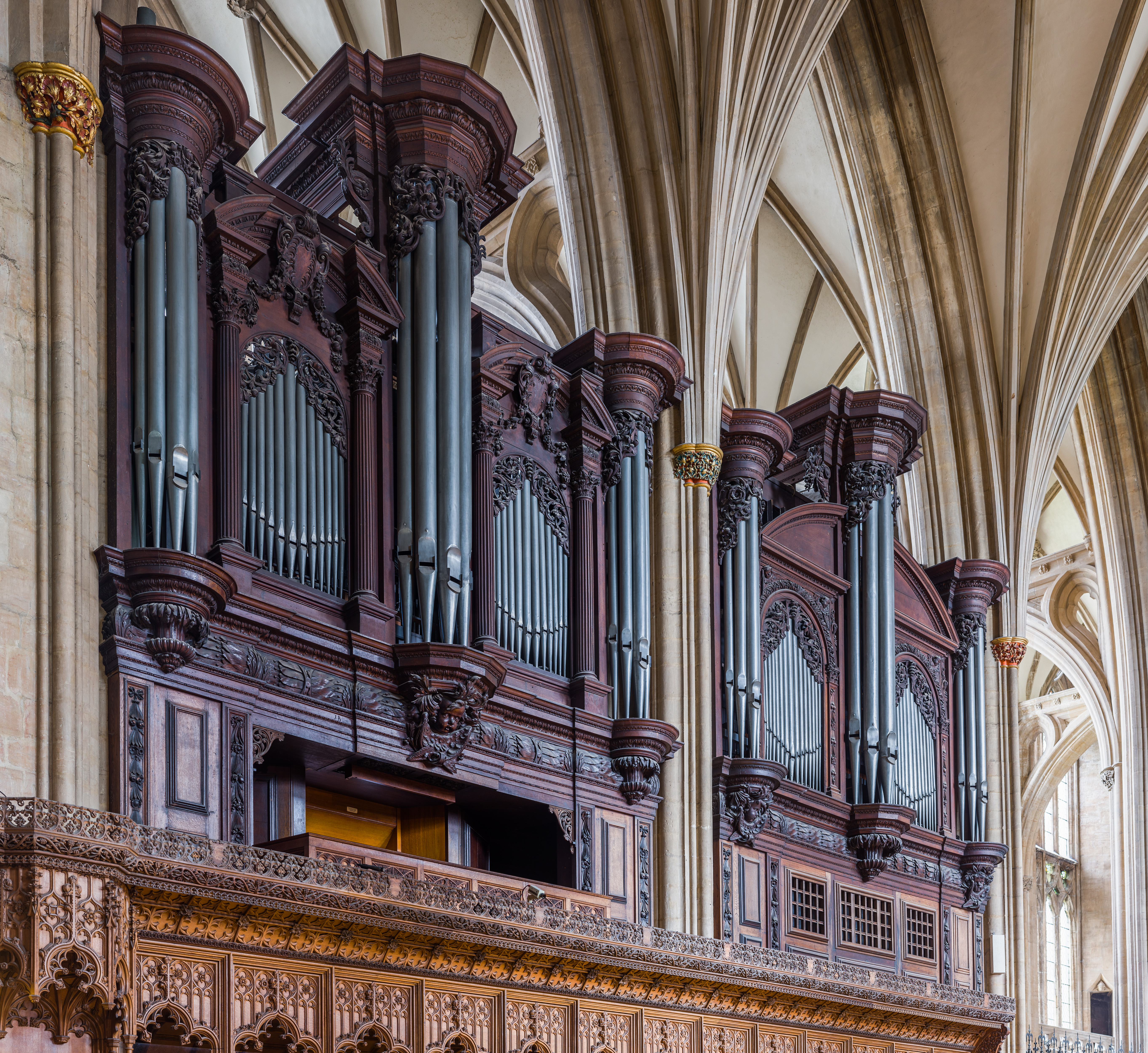
Het orgel in de kathedraal

In de kathedraal bevindt zich een orgel dat oorspronkelijk werd gebouwd in 1685 door Renatus Harris. Het orgel kostte destijds 500 pond. Sinds de bouw van het oorspronkelijke orgel volgden vele renovaties. Het huidige orgel, uit 1907, gemaakt door  J. W. Walkers & Sons, bevat nog steeds onderdelen uit het oorspronkelijke orgel uit 1685. Onder andere de pijpen uit het originele orgel zijn verwerkt in het nieuwere orgel. In 1989 werd het orgel nog eens gerenoveerd. 